# Galey
Galey település Franciaországban, Ariège megyében. Lakosainak száma 113 fő (2022. január 1.). Galey Augirein, Saint-Jean-du-Castillonnais, Saint-Lary, Herran és Portet-d’Aspet községekkel határos.

## Népesség
A település népességének változása:
| Lakosok száma | 131  | 114  | 82   | 108  | 107  | 116  | 117  | 115  | 114  | 113  |
|               | 1968 | 1982 | 1990 | 2006 | 2013 | 2015 | 2017 | 2019 | 2020 | 2022 |